# Kuurne-Bruxelles-Kuurne 1960
La Kuurne-Bruxelles-Kuurne 1960, sedicesima edizione della corsa, si svolse il 6 marzo su un percorso con partenza e arrivo a Kuurne. Fu vinta dal belga Jef Planckaert della squadra Wiel's-Flandria davanti al francese Francis Pipelin e all'altro belga Henri De Wolf.

## Ordine d'arrivo (Top 10)
| Pos. | Corridore         | Squadra                   | Tempo    |
| ---- | ----------------- | ------------------------- | -------- |
| 1    | Jef Planckaert    | Wiel's-Flandria           | 5h25'00" |
| 2    | Francis Pipelin   | Mercier-BP-Hutchinson     | a 1'10"  |
| 3    | Henri De Wolf     | Helyett-Leroux-Hutchinson | s.t.     |
| 4    | Arthur Decabooter | Groene Leeuw-Sinalco-SAS  | s.t.     |
| 5    | Gilbert Desmet    | Carpano                   | s.t.     |
| 6    | Jan Zagers        | Libertas-Eura Drinks      | s.t.     |
| 7    | Frans De Mulder   | Groene Leeuw-Sinalco-SAS  | s.t.     |
| 8    | Julien Schepens   | Wiel's-Flandria           | s.t.     |
| 9    | André Noyelle     | Wiel's-Flandria           | s.t.     |
| 10   | Michel Van Aerde  | Carpano                   | s.t.     |